# Friedrich Geiger

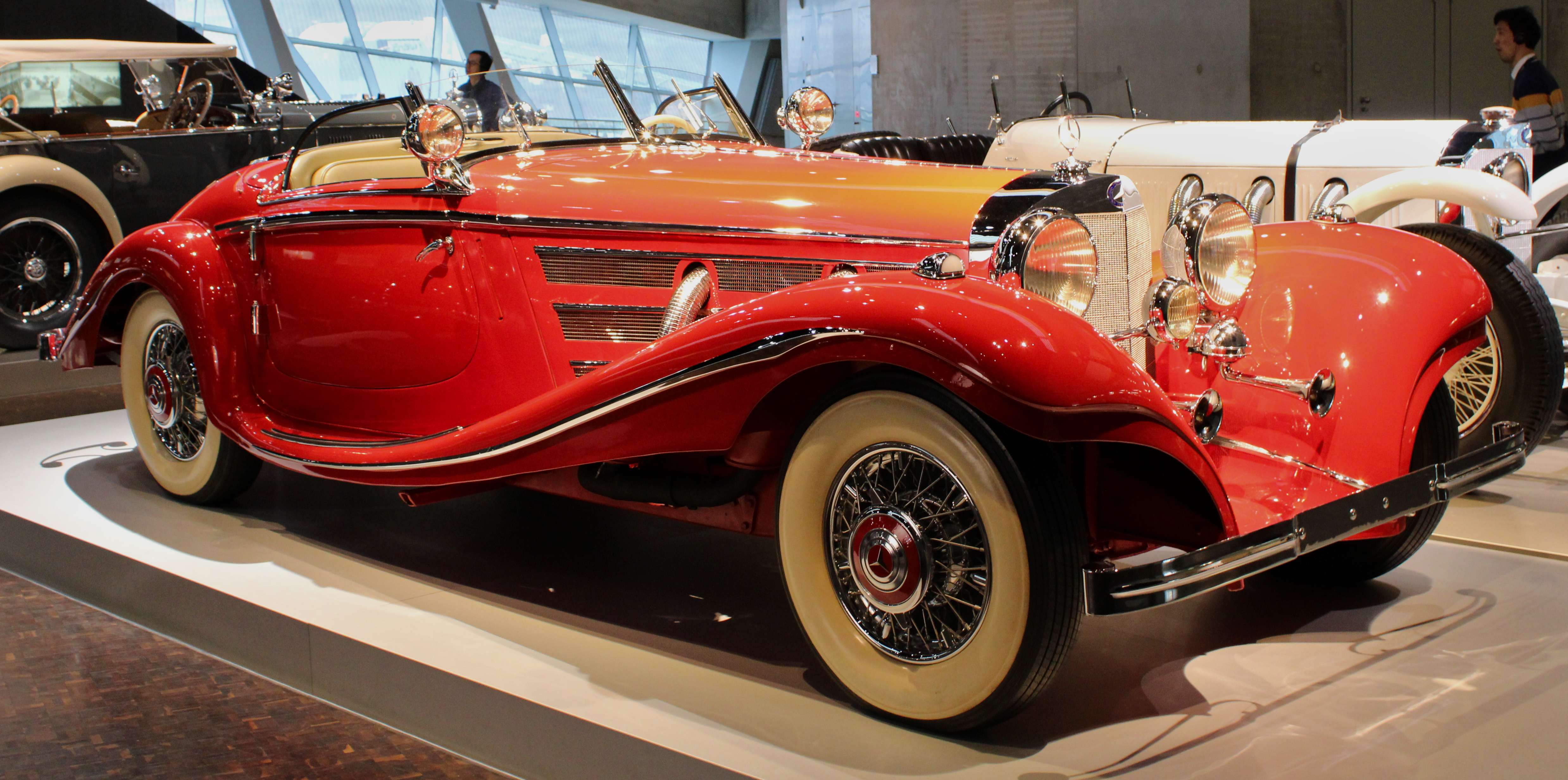
Mercedes-Benz 500 K Spezial-Roadster, formgiven av Geiger.

Friedrich Geiger, född 24 november 1907 i Süßen, avliden 13 juni 1996 i Bad Überkingen, är en tysk formgivare.
Geiger startade sin bana som vagnmakare innan han studerade formgivning. 1933 anställdes han vid Daimler-Benz AG:s karosserifabrik i Sindelfingen. Där arbetade han på specialvagnsavdelningen, ledd av Hermann Ahrens.
Efter andra världskriget byggde Geiger upp och ledde designavdelningen i Sindelfingen. Hans kanske viktigaste arbete var Typ 300 SL. Som designchef övervakade Geiger formgivningen av modeller som Typ 230 SL och Großer Mercedes 600. Han var särskilt nöjd med Typ 250 CE, en bil han själv körde under många år.
Geiger innehade posten som chef för designavdelningen hos Daimler-Benz fram till sin pensionering 1973.